# هجوم منتجع وورلد مانيلا 2017
هجوم منتجع وورلد مانيلا (بالإنجليزية: Resorts World Manila attack) وقع الهجوم في 2 يونيو 2017. قُتل في الحادث وأصيب العشرات من المدنيين في مجمع منتجعات مانيلا في باساي الفلبين، وقع الهجوم عندما أشعل مسلح النار في طاولات الكازينو، ما تسبب في تدافع الحضور خلال ساعات منتصف الليل. انتقل المسلح إلى منطقة تخزين الأموال لسرقة الكازينو، لكن المهاجم قام في وقت لاحق من الهجوم بالانتحار. في الوقت الذي أشارت فيه الشكوك الأولية من قبل وكالات الأخبار ووسائل الإعلام إلى أنه هجوم إرهابي، أوضح المدير العام للشرطة الوطنية الفلبينية رونالد ديلا روسا بعد ساعات قليلة من الهجوم بأن الدافع كان سرقة محتملة.

## الهجوم
بعد بضع دقائق من منتصف ليلة 2 يونيو 2017، قام مسلح بتهريب وقود البنزين وبندقية إلى الطابق الثاني من كازينو منتجع وورلد مانيلا، استخدم المسلح سلاحًا لحرق طاولات الكازينو، وأطلق النار على أجهزة التلفزيون على الحائط. تسبب الحريق في ذعر جماعي، وأدى الإجلاء من المكان إلى التدافع، وتسببت الطلقات النارية في استنتاجات عن أن مطلق النار نشط وما زال يواصل هجومه وأدى ذلك لذعر في المطعم الواقع أسفل كازينو الطابق الثاني. بحلول الساعة 1:30، قام فريق الأسلحة والتكتيكات الخاصة بالإغارة على المركز التجاري، وكان المسلح قد استولى على رقائق قمار بقيمة 113 مليون بيزو (2.3 مليون دولار أمريكي)، والتي عثر عليها في حقيبته.
لم يطلق المسلح النار على أحد إلا أن 37 شخصًا لقوا مصرعهم بسبب استنشاق دخان الحرائق ومن بينهم إليزابيث بانليليو جونزاليس زوجة أوريليو دي جونزاليس عضو الكونغرس الفلبيني، ومعها 54 شخصًا أصيبوا بجراح، وحارس أمن أطلق على نفسه النار عن طريق الخطأ وسط حالة الذعر. أكثر من 20 من القتلى كانوا نزلاء في المنتجع، و 13 من الموظفين.
عُثر على جثة المسلح بعد ساعات، وذكر ديلا روزا أنه لم يكن يهدف في هجومه أي شخص، ودفع الحريق وتراكم الدخان وطلقات الرصاص آلاف المتسوقين والضيوف والمقامرين إلى التسرع في الخروج. على الرغم من عدم استهداف أي شخص مباشرة من جراء إطلاق النار، فإن جداول الكازينو المحترقة تسببت في دخان سام تسبب في 36 حالة وفاة على الأقل بسبب استنشاق الدخان حيث تغلبت الأبخرة على الحشود. ذكر مدير شرطة منطقة الجنوب توماس أبوليناريو أن معظم الضحايا من النساء عثر غليهم أموات داخل حمامات المبنى، وتم العثور على جميع الجثث داخل منطقة الكازينو. أُصيب المسلح بجروح جراء إصابته على يد أفراد الأمن قبل أن ينتحر في أحد غرفة الفندق بحرق جسده.

## التحقيق
ذكر المدير العام للشرطة الوطنية الفلبينية رونالد ديلا روسا أن الهجوم ربما يكون عبارة عن محاولة سرقة، ولم يكن له علاقة بالإرهاب. كما نفى ادعاءات شهود العيان الأولية بأن الهجوم قد يكون مرتبطًا بأي عمل متصل بداعش، مما تسبب في تدافع العديد من موظفي الفندق وضيوفه في المنتجع وإصابتهم بحالة من الذعر، وأضاف أنه لم يكن هناك سوى مطلق النار الوحيد الذي يتناقض مع تصريحات شهود العيان السابقة بأن هناك مسلحين إثنين، وأن الدافع هو سرقة رقائق من منطقة الكازينو في مجمع المنتجع، وإضرام النار في غرفة الكازينو وخلق الفوضى بين جميع الموظفين والضيوف في الفندق عن طريق إطلاق النار العشوائي، وذكرت ديلا روسا أن الجداول المحترقة أدت إلى انبعاث دخان سام أدى إلى مصرع ما لا يقل عن 36 شخصًا وإصابة عدد آخر بجراح بسبب الدخان والتدافع ولكن لم يصب أحد بجراح. تمكن المهاجم بعد إشعال الحرائق في الكازينو من التخلل بين نزلاء وزوار المجمع واستطاع الخروج قبل أن يعزل نفسه في نهاية المطاف في غرفة من غرف الفندق. وفقًا للمدير العام ديلا روزا: أنه استلقى على السرير مغطي نفسه بطانية سميكة، على ما يبدو سكب البنزين على بطانية وقام بحرق نفسه. تقوم الشرطة الوطنية الفلبينية بفحص أي هفوات أمنية محتملة ربما سمحت للمسلح بدخول المبنى. قال البايالدي إن الشرطة تعتقد أن المهاجم الوحيد قد يكون قوقازيًا ومتحدثًا بالانجليزية.
استهدف الهجوم الذي حدث بالتزامن مع أزمة مراوي منطقة شعبية يرتادها سياح غربيين وأمريكيين. أفادت مجموعة سايت للاستخبارات في الموقع أن ناشطًا فلبينيًا مرتبطا بداعش ادعى في برقية أن «جنود الذئب الوحيدة» المرتبطين بالدولة الإسلامية كانوا وراء الهجوم. يقال أن المسلح ارتدى قناعًا ولم ينطق بكلمات أو صرخات قبل بدء الهجوم. الناس الذين سمعوا الطلقات الأولية هربوا على الفور من الطابقين الأول والثاني من المبنى. بعد يوم ادعت وكالة أعماق الإخبارية أن الهجوم نفذه مقاتلو داعش. وأشارت فرقة شرق آسيا التابعة للمجموعة إلى مهاجم واحد فقط يدعى أبو الخير الأرخبيلي. رفضت شرطة مانيلا الادعاءات القائلة بأن العديد من المهاجمين متورطون في الهجوم بالإضافة إلى استبعاد أن يكون مرتبط بالإرهاب.
في 3 يونيو أصدرت السلطات الفلبينة شريط فيديو عن الحادث. كان المسلح قد وصل إلى الكازينو عبر سيارة أجرة، وقد تمت مقابلة السائق وذكر أن المسلح أشاد بسيارات الأجرة في سان لازارو بارك، وتحدث لغة التاغالوغية بطلاقة. بعض المراقبين والمحللين تكهنوا بأنه أجنبي بسبب بشرته الداكنة، حيث كان طويل القامة ويتحدث اللغة الإنجليزية بطلاقة. وقال البايالد أنه كان قام بحرق جداول الكازينو والأثاث على الأرجح كتمويه بينما كان يقوم بسرقة الكازينو، وقام بإزالة قناع الوجه مرة واحدة، وبدا شكله وملامحه مباشرة في الكاميرا، ولكن هذا لم يؤدي إلى تحديد هويته حتى الآن. جمعت السلطات عينات دم من السلالم وأجرت تشريح لجثته لتشخيصه.

## الإجراءات الأمنية
علقت وكالة باغكور رخصة التشغيل في منتجعات العالم مانيلا في يوم 9 يونيو 2017، حتى ترى أنها قامت بتصحيح هفوات أمنية خطيرة وأوجه القصور الذي أصاب الكازينو، قائلة: أن الحادث وضع الألعاب والسياحة وصناعات الضيافة في الفلبين في ضع سيئ جدًا. في اليوم نفسه، أمرت الشرطة الوطنية الفلبينية بتخفيف أعداد حراس الأمن الموجودين في مداخل ومخارج كازينو مانيلا وورلد مانيلا.

## ردود الفعل

### المحلية
أعرب قصر مالاكانانغ من خلال بيان من المتحدث باسم الرئاسة أرنستو أبيلا عن تعازيه لأسر الضحايا وأصدقائهم، وأكد مالاكانانغ مجددًا على أهمية حملة الرئيس رودريغو دوتيرت لمكافحة الإجرام كبرنامج محوري للإدارته. أعرب أعضاء الكونجرس الفلبيني عن حزنهم إزاء الهجوم، وحث ممثل مونتنلوبا روفي بيازون والسيناتور جويل فيلانويفا الجمهور على الحفاظ على الهدوء من أجل تجنب نشر الخوف وتصعيد الحادث إلى قضية تتعلق بالأمن القومي، ووصف ممثل حزب ماغدالو جاري إليخانو الحادث بأنه حدث معزول، وأعرب ممثل حزب جابرييلا النسائي إيمي دي جيسوس عن أمله في أن لا يؤدي الحادث إلى توسيع نطاق القانون العسكري الذي أعلن بالفعل في مينداناو عقب أزمة مراوي. حث أعضاء مجلس الشيوخ وين غاتشاليان وغريس بو المؤسسات وخاصة المنشآت السياحية على تشديد الأمن. طرح رئيس مجلس الشيوخ أكويلينو بيمنتل أسئلة إلى الإدارة وشركة الفلبين للألعاب فيما يتعلق بالترتيبات الأمنية والقلق بشأن السلامة في فنادق الكازينوهات، في حين طرح السناتور فرانسيس بانجيلينان أسئلة مماثلة.
أكدت الهيئة الوطنية للتنمية الاقتصادية أن أساسيات الاقتصاد الفلبيني لن تتغير بسبب الحادث الذي وصفه المدير العام إرنستو بيرنيا بأنه حالة جنائية منعزلة هدفها السرقة. قدم عدد من المشاهير المحليين صلواتهم لضحايا الهجوم.

### الدولية
أدانت مجموعة فنادق المسافرين الدولية وهي الشركة التي تدير منتجعات وورلد مانيلا الهجوم، ووصفته بأنه عمل جبان من عقل مضطرب. 
أصدرت سفارات أستراليا والمملكة المتحدة والولايات المتحدة الأمريكية تحذيرات سفر لمواطنيها، وأبلغتهم بتجنب المنطقة ومتابعة مشورة السلطات المحلية.
 أعرب الرئيس الأمريكي دونالد ترامب عن حزنه إزاء الحادث والذي وصفه بأنه هجوم إرهابي، وأضاف أن المسؤولين الأمريكيين كانوا يرصدون الوضع عن كثب.